# フロレンティン・ホフマン

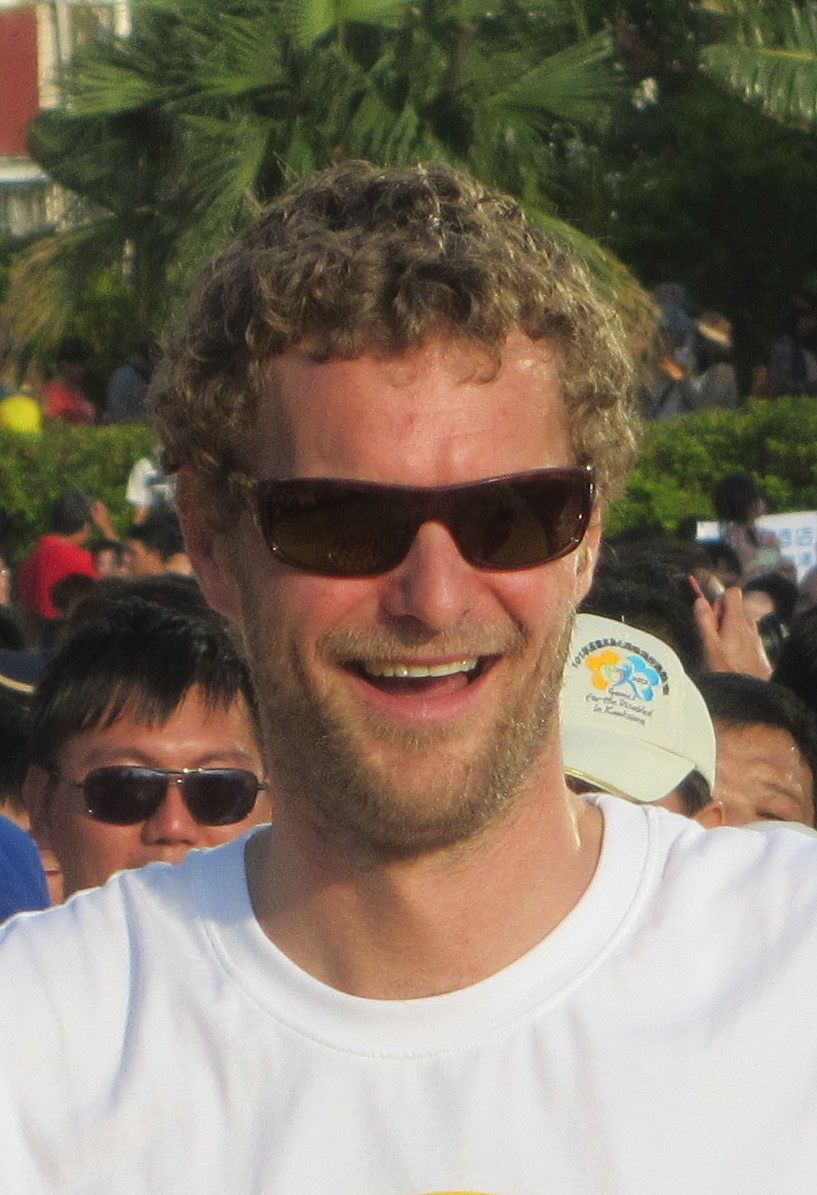
フロレンティン・ホフマン

フロレンティン・ホフマン（Florentijn Hofman, 1977年4月16日- ）は、オランダの芸術家。名前の日本語読みは「フロレンタイン」としているものもある。

## 概要
デルフゼイルで生まれ、2000年にオーファーアイセル州カンペンのクリスチャン視覚芸術アカデミー（現在のズヴォレ芸術デザイン大学）を卒業後、ベルリンのベルリン＝ヴァイセンゼー芸術大学に進学して修士号を取得した。以降はロッテルダムを拠点とし、公共空間に巨大造形物を展示する活動を繰り広げている。
ホフマンの主だった作品としては、西フリースラント諸島スヒールモニコーフ島の海岸に、無造作に転がした3台の高さ6メートルのグランドピアノの造形物、スウェーデンのエレブルーで開催の「オープン・アート・ビエンナーレ2011」で展示された全長13メートルほどの「ビッグ・イエロー・ラビット」、ハーグで展示された巨大ぬいぐるみの群れ、ストラスブールで展示されたミッキーマウス風の耳を付けたブタの造形物などがある。使用素材はさまざまで、木、金属、ゴム、ラテックス、自動車やツェッペリンNTなど多岐にわたる。
2007年からは、巨大なラバー・ダックを制作しロッテルダムを皮切りにフランス、ブラジル、ベルギー、香港など世界各地で展示している。日本では2009年の「水都大阪2009」中の「Rubber Duck Project 2009」において八軒家浜で展示されて以降、「OSAKA光のルネサンス」、クリエイティブセンター大阪、中之島バンクス前、中之島公園バラ園および尾道の「海フェスタおのみち」で展示された。この内2009年のベルギーではメッタ刺しの被害に合っている。
この他にも2011年には高さ8m、幅約10mのカエルのオブジェ、「美かえる」（みかえる）を制作し、兵庫県立美術館屋上に設置された。